# Bisencya pyriformis
Bisencya pyriformis är en skalbaggsart som beskrevs av Waterhouse 1882. Bisencya pyriformis ingår i släktet Bisencya och familjen Melolonthidae. Inga underarter finns listade.